# Ball de gitanes de Sant Vicenç de Castellet
El Ball de Gitanes de Sant Vicenç de Castellet és una festa declarada d'Interès Local amb més de 100 any d'antiguitat i que uneix tot un poble al voltant d'una dansa i d'una plaça. Se celebra el diumenge de la Segona Pasqua, a la Plaça de l'Ajuntament, on més de 300 balladors distribuïts en diferents colles, es reuneixen per ballar i gaudir de les boniques músiques de Les Gitanes de Sant Vicenç de Castellet, fent vibrar a tot el públic assistent i observant els colors i la brillantor de la Plaça de l'Ajuntament engalanada per l'ocasió.

## Història
L'origen del ball de gitanes de Sant Vicenç de Castellet, on fins a principis del segle XX aquest ball era absolutament desconegut, se situa l'any 1907, quan una colla de picapedrers procedents de Caldes de Montbui (Vallès Occidental) que treballaven a Sant Vicenç, van convèncer un grup de noies santvicentines per escenificar davant de tot el poble un ball típic de la seva localitat d'origen.
La primera vegada que es balla aquest ball al poble fou el diumenge 10 de febrer de 1907. A Sant Vicenç es van ballar a la plaça de –l'actual plaça de l'Ajuntament–, a les dues del migdia, i, tal com ho reflecteixen les cròniques de l'època, en aquest “gran ball de gitanos” van prendre part “ de picapedrers de la regió catalana”, acompanyats “per distingides senyoretes d'aquèt pòble”.
L'arrelament definitiu del ball de gitanes es produeix a partir de l'any 1948, moment en què es va fundar l'Esbart Dansaire Santvicentí. Les gitanes van formar part del repertori de l'Esbart des de bon principi i aviat en va fer representacions per tot Catalunya. En aquell moment integraven el ball un conjunt de setze parelles. És també a partir d'aquest moment que s'instaura com la data de la ballada de gitanes –coincidint amb l'Estiu fins fa uns anys–, abandonant la seva originària vinculació al Carnestoltes. La primera ballada per part de l'Esbart Dansaire Santvicentí es va fer, doncs, el dilluns de Pasqua Granada de 1949.